# Chimonobambusa pubescens
Chimonobambusa pubescens är en gräsart som beskrevs av Tai Hui Wen. Chimonobambusa pubescens ingår i släktet Chimonobambusa och familjen gräs. Inga underarter finns listade i Catalogue of Life.